# Moonfall (film)
Moonfall (titlu original: Moonfall) este un film american SF de acțiune din 2022 co-scris, produs și regizat de Roland Emmerich. Rolurile principale au fost interpretate de actorii Halle Berry, Patrick Wilson, John Bradley, Michael Peña, Charlie Plummer, Kelly Yu și Donald Sutherland. Filmat la Montreal cu un buget de 138–146 de milioane de dolari americani, este unul dintre cele mai scumpe filme produse independent.

## Prezentare
Urmărește doi foști astronauți alături de un teoretician al conspirației care descoperă adevărul ascuns despre Luna Pământului atunci când aceasta își părăsește orbita. 

## Distribuție
- Halle Berry - Jocinda Fowler
- Patrick Wilson - Brian Harper
- John Bradley - K.C. Houseman
- Michael Peña - Tom Lopez
- Charlie Plummer - Sonny Harper
  - Azriel Dalman - young Sonny Harper
- Kelly Yu - Michelle
- Donald Sutherland - Holdenfield
- Eme Ikwuakor - General Doug Davidson
- Carolina Bartczak - Brenda Harper
- Maxim Roy - Gabriella Auclair
- Frank Schorpion - General Jenkins
- Stephen Bogaert - Albert Hutchings
- Andreas Apergis - Lieutenant Colonel Reed
- Kathleen Fee - Mrs. Elaine Houseman